# Joseph's Coat
'Joseph's Coat' est un cultivar de rosier grimpant obtenu avant 1964 par Herbert Swim pour la pépinière de David Armstrong, en Ontario, et commercialisé en 1969. Son nom (« tunique de Joseph » en anglais) fait référence à Joseph dans l'Ancien Testament à qui son père Jacob offre une tunique multicolore pour ses dix-sept ans.

## Description
Ce rosier grimpant très épineux, au feuillage vert foncé brillant, peut atteindre 4 m de hauteur et 120 cm de largeur. Il présente de grandes fleurs semi-doubles de 7 à 8 cm de diamètre (26–40 pétales) qui fleurissent en bouquets tout au long de la saison, la première floraison étant extrêmement spectaculaire. Les fleurs au parfum fruité sont d'une couleur fort originale, d'abord jaune rosé, puis rouge nuancé d'orange cuivré, mêlé de jaune et de rose carné pour finir en un jaune de plus en plus lumineux et un rose profond,,. 
'Joseph's Coat' est résistant aux très grands froids, puisque sa zone de rusticité est de 4b à 10b, et il se plaît aussi en climat méditerranéen. Il doit être soigné contre la maladie des taches noires et son bois âgé doit être ôté.
'Joseph's Coat' est un grand succès international présent dans de nombreux catalogues. Il est issu d'un croisement 'Buccaneer' x 'Circus' (Swim, 1955). Il illumine avec bonheur murs, tonnelles, pergolas et pyramides. Laissé en arbuste, il peut grandir en buissons touffus pouvant former des haies. On peut l'admirer dans nombre de roseraies, dont la roseraie des terrasses de l'évêché de Blois et la roseraie du Val-de-Marne, près de Paris.

## Prix
- Médaille d'or de la roseraie de Bagatelle 1964[6].